# Vers (Saône-et-Loire)
Vers település Franciaországban, Saône-et-Loire megyében. Lakosainak száma 234 fő (2022. január 1.). Vers Tournus, Boyer, Jugy, Mancey és Nanton községekkel határos.

## Népesség
A település népessége az elmúlt években az alábbi módon változott:
| Lakosok száma | 225  | 232  | 241  | 231  | 232  | 233  | 234  | 235  | 234  |
|               | 2013 | 2015 | 2016 | 2017 | 2018 | 2019 | 2020 | 2021 | 2022 |